# 478年
| 千纪： | 1千纪                                                                                           |
| 世纪： | 4世纪 \| 5世纪 \| 6世纪                                                                         |
| 年代： | 440年代 \| 450年代 \| 460年代 \| 470年代 \| 480年代 \| 490年代 \| 500年代                       |
| 年份： | 473年 \| 474年 \| 475年 \| 476年 \| 477年 \| 478年 \| 479年 \| 480年 \| 481年 \| 482年 \| 483年 |
| 纪年： | 戊午年（马年）；北魏太和二年；南朝宋昇明二年；柔然永康十五年                                    |

## 逝世
- 黄回，南朝宋将领。
- 沈攸之，南朝宋将领。
- 张兴世，南朝宋将领。